# Coup fatal
Pour plus de détails, voir Fiche technique et Distribution.
Coup fatal (3 Strikes) est un film américain de DJ Pooh sorti en 2000.

## Fiche technique
Sauf indication contraire, les informations mentionnées dans cette section peuvent être confirmées par la base de données cinématographiques IMDb,  présente dans la section « Liens externes ».
- Titre original : 3 Strikes
- Titre français : Coup fatal
- Réalisation : DJ Pooh
- Scénario : DJ Pooh
- Décors : Natalie Pope
- Costumes : Tracey White
- Photographie : John Simmons
- Montage : John Carter
- Musique : Stewart Copeland
- Production : Marcus Morton
- Sociétés de production : Absolute Entertainment, Lithium Entertainment Group et Metro-Goldwyn-Mayer
- Sociétés de distribution : Metro-Goldwyn-Mayer (États-Unis), United International Pictures (France)
- Budget : 3.4 millions de dollars
- Pays de production :  États-Unis
- Format : Couleurs - 2,35:1 - Dolby - 35 mm
- Genre : Comédie
- Durée : 82 minutes
- Date de sortie[1] :
  - États-Unis : 2 mars 2000

## Distribution
- Brian Hooks : Robert "Rob" Douglas
- Antonio Fargas : l'oncle Jim Douglas
- Barima McKnight : Blue
- Bennet Guillory : Stan Wilson
- David Alan Grier : le détective Jenkins
- David Leisure : le district Attorney
- Dean Norris : l'officier Roberts
- De'Aundre Bonds as J.J.
- DJ Pooh : Trick Turner / le chauffeur de taxi
- E-40 : Mike
- Faizon Love : Tone
- George Wallace : M. Douglas
- Harmonica Fats : le grand-père Johnson
- Meagan Good : Buela Douglas
- Mo'Nique : Dahlia
- N'Bushe Wright : Juanita Johnson
- Phil Morris : M. Libowitz
- Starletta DuPois : Mme Douglas
- Shawn Fonteno : Big Mo
- Rashaan Nall : T-Bird
- Yolanda Whittaker : Charita
- Vincent Schiavelli : Cortino
- Jeffrey Garcia : Valet
- Anthony Anderson : le gardien de prison (non-crédité)
- Big Boy : Dre
- Jerry Dunphy : lui-même
- Mike Epps : Dee